# Districte de Barajas
Barajas és un districte de la vila de Madrid i organitzat administrativament en els barris d'Alameda de Osuna (codificació municipal 21.1), Aeropuerto (21.2), Casco Histórico de Barajas (21.3), Timón (21.4) i Corralejos (21.5). Té una superfície de 42,66 kilòmetres quadrats i una població de 46.089 habitants.

## Història

Ubicació de Barajas

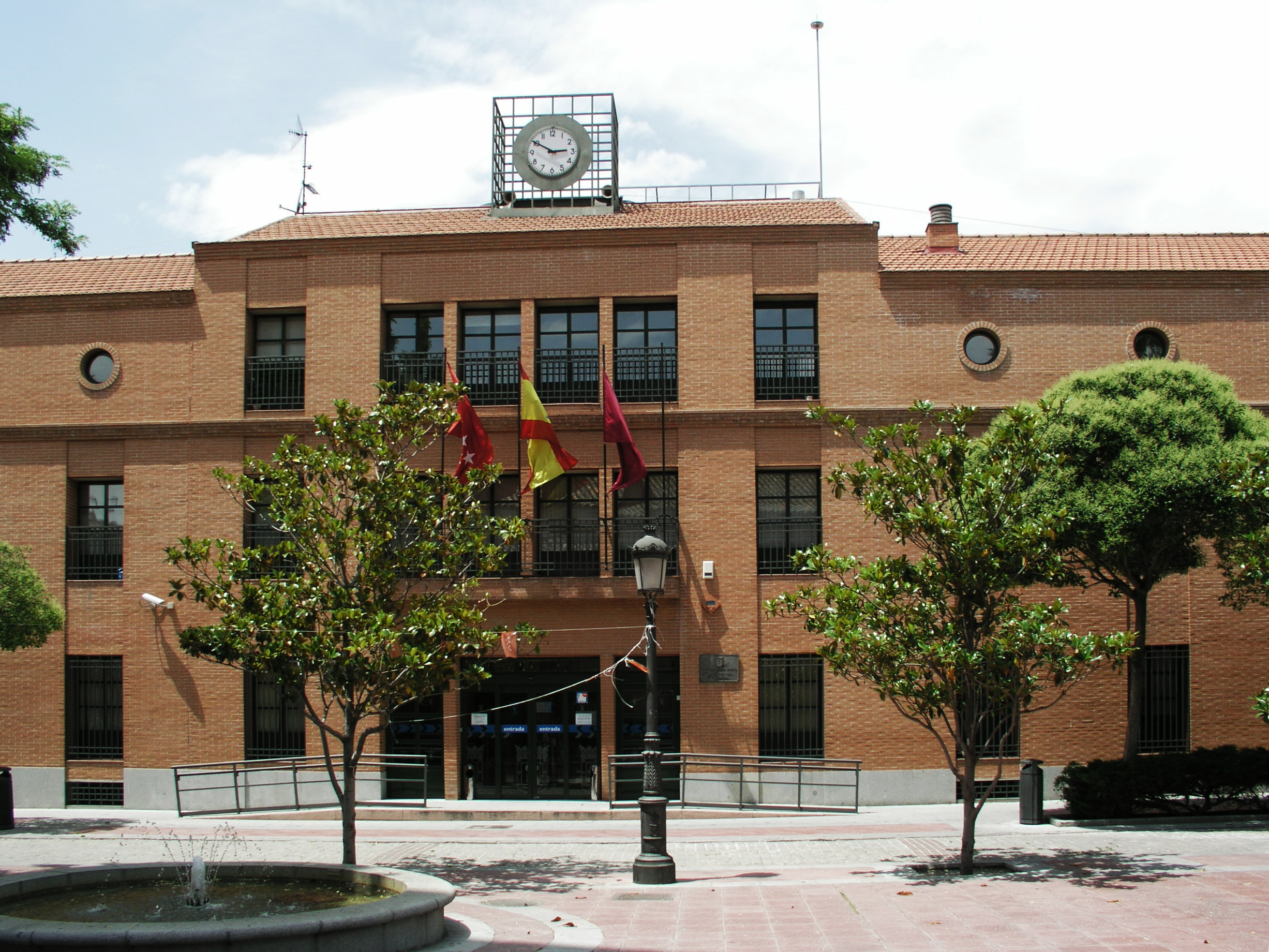
Junta del Districte de Barajas, situada al barri del nucli històric de Barajas

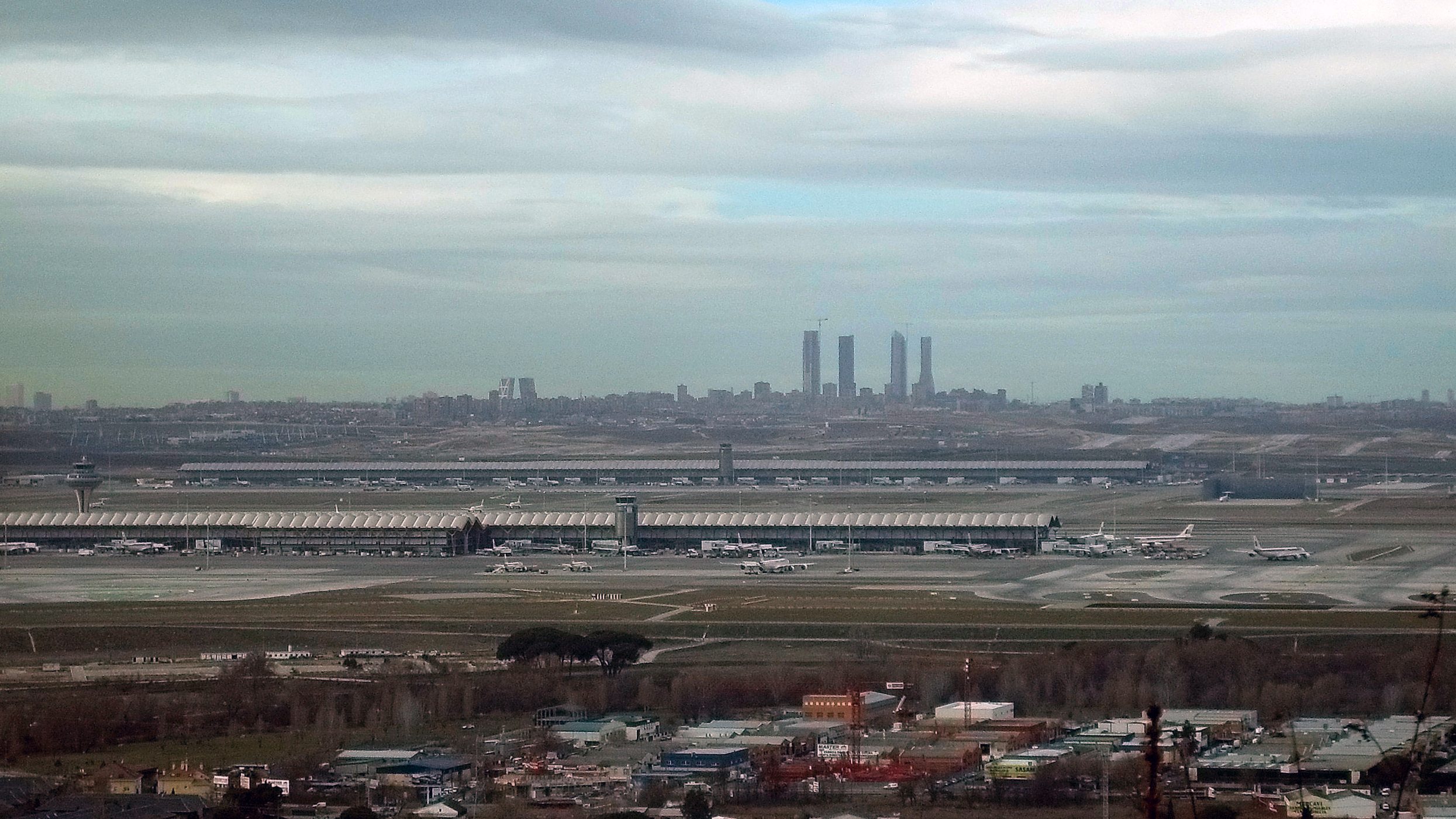
Vista des del mirador de Paracuellos del Jarama. Al fons, el nord de la ciutat de Madrid, amb els gratacels. Més endavant, l'Aeroport de Barajas.

Aquest districte s'originà a partir de la vila de Barajas, que s'integrà en el terme municipal de Madrid el 1949 alhora que també ho feien Hortaleza, Canillas, Canillejas, Vallecas, Vicálvaro, Carabanchel Alto, Carabanchel Bajo, Aravaca, El Pardo i Fuencarral. Llavors municipi de Barajas s'estenia pel barri avui conegut com a Casco Histórico de Barajas, a l'est de l'actual Avenida de Logroño (carretera de Madrid a Paracuellos del Jarama).
Arran de la construcció de l'Aeroport de Madrid-Barajas, en el llavors terme municipal de Barajas, i després de créixer l'activitat del recinte, Barajas va començar a créixer, unint-se amb el temps amb el recinte aeroportuari i el barri d'Alameda de Osuna, que pertanyia a Madrid des del segle xix.
La presència del recinte aeroportuari tan prop dels veïns ha estat alhora motiu de creixement del districte i de disputes veïnals pels sorolls generats pel tràfic aeri.
Un cop el terme municipal de Barajas va quedar unit a Madrid, va quedar definit el districte després de l'última ordenació com el terreny comprès entre els límits amb els termes municipals d'Alcobendas, Paracuellos del Jarama, San Fernando de Henares, l'Autovia del Nord-est, l'autopista M-40 i l'autopista M-11. El límit entre Barajas i Hortaleza al nord de la M-11 i fins al límit amb Alcobendas és encara difús, perquè no coincideix amb vies urbanitzades.
Anys després d'unir-se Barajas a Madrid com un districte més, va començar a créixer a l'oest del centre històric i d'Alameda de Osuna, apareixent els barris de Timón (a l'oest del nucli històric) i Corralejos (a l'oest d'Alameda de Osuna), destacant en el segon la creació de l'àrea empresarial del Campo de las Naciones i el Parc Firal Juan Carlos I.
A més del PAU de Barajas, que ha unit per complet el nucli històric al barri de Timón i aquest a Corralejos, tan sols separats per la M-11, està en projecte el PAU de Valdebebas, situat al nord del barri de Timón i a l'oest de la terminal 4 de l'Aeroport de Madrid-Barajas.

## Transports
Té estacions del Metro de Madrid i de Rodalies Madrid:
- Línia 5. Té dues estacions dins del districte des de 2006:
  - El Capricho: atén a la zona sud del barri d'Alameda de Osuna (Parque de la Luz).
  - Alameda de Osuna: atén a la part septentrional d'aquest barri.
- Línia 8. Té quatre estacions dins del districte, tres daten de 1998 i una des de 2007:
  - Campo de las Naciones: atén aquesta zona dins del barri de Corralejos.
  - Aeropuerto T1-T2-T3: atén a les terminals 1, 2 y 3 de l'Aeroport de Madrid-Barajas.
  - Barajas: atén al nucli històric i el barri de Timón.
  - Aeropuerto T4: atén a la terminal 4 de l'Aeroport de Madrid-Barajas
- Rodalies Madrid
  - Estació d'Aeropuerto T4 (Línia C-1)
  - Valdebebas (Línia C-1, Rodalies Madrid)

## Veïns il·lustres
Personatges que han habitat al barri:
- Isabel Pino.[3] Pintora
- Raquel Quintana.[4] Actriu
- Mr. Kilombo (Miki Ramírez, Grup Musical)[5]
- Alameda Dosoulna[6]